# Lionel Olavarría
Guillermo Lionel Olavarría Leyton (Santiago, 26 de junio de 1947) es un ingeniero y empresario chileno, ex gerente general del Banco de Crédito e Inversiones (Bci) de su país.

## Biografía
Hijo de un profesor universitario, se formó en el Instituto Nacional General José Miguel Carrera y en la Escuela Militar de la capital, y como ingeniero civil industrial en la Universidad de Chile, casa de estudios en la que fue compañero del ministro de Estado de Ricardo Lagos, Javier Etcheberry.
Una vez titulado se incorporó a una consultora en la cual duraría poco tiempo.
En 1973 se matriculó en el Instituto de Estudios Superiores de la Empresa de la Universidad de Navarra, en España, con el fin de cursar una Maestría en Administración de Negocios (MBA). En ese lugar trabaría amistad con Luis Enrique Yarur Rey, compañero de curso y sobrino del entonces presidente del Bci, Jorge Yarur Banna.
Este vínculo lo llevaría, en noviembre de 1981, a convertirse en asesor de la presidencia y la gerencia general del Bci, esta última ocupada a la sazón por el propio Yarur Rey.
Ocupó posteriormente los cargos de asesor de marketing y gerente del área operaciones, tecnología y filiales, antes de asumir la gerencia general en el año 1993.
Fue además presidente fundador de Redbanc y presidente de Transbank.
En marzo de 2015 dejó la administración y pasó a la vicepresidencia de la institución.
Casado con Cecilia Hurtado Gazmuri, es padre de ocho hijos: Javier, Daniel, Magdalena, Cecilia, Carolina, María José, Sebastián y Lionel.